# Io... Bruce Lee
Io... Bruce Lee (caratteri cinesi tradizionali: 李小龍與我; caratteri cinesi semplificati: 李小龙与我; pinyin: Li Xiǎolóng yǔ wǒ;) è un film del 1976 diretto da Mar Lo. Il titolo originale si traduce in italiano come Bruce Lee ed io. Il film si basa sugli ultimi giorni di vita di Bruce Lee, affermando che l'attrice Betty Ting Pei (che nel film interpreta se stessa), ne fosse l'amante e che per questo motivo il campione di arti marziali si trovasse nell'appartamento di lei quando morì il 20 luglio del 1973. Nonostante Betty negò sempre una love story con Lee, il fatto che interpreti se stessa e che abbia collaborato alla sceneggiatura la smentirebbe.

## Trama
Betty Ting è una studentessa solitaria, derisa dalle compagne per il suo sogno di diventare attrice. Durante un litigio con loro viene sospesa per cattiva condotta. Avendo timore dei genitori inizia a girovagare senza meta fin quando un giorno incontra uno sconosciuto che le offre una parte in un film. Quando Betty capisce che l'uomo vuole usarla per film erotici; si rifiuta e l'uomo oltre a ricattarla la fa aggredire durante la notte, ma viene salvata da Bruce Lee che per aiutarla le dà anche dei soldi.
Successivamente, attratta dal lusso, si prostituisce con importanti uomini d'affari e durante un'uscita incontra di nuovo Bruce, restituendogli i soldi. Da quel momento inizia a frequentarlo fino a diventare sua amante.
Gelosa della moglie e dei figli lo abbandona improvvisamente per poi finire nei guai con il gioco d'azzardo. Sommersa di debiti viene di nuovo aggredita ma ancora una volta viene salvata da Bruce che in più le offre una parte importante nel suo prossimo film.
Nel giorno del ricevimento per il film, Bruce si reca a casa di Betty per portarla a festeggiare, ma qui dopo aver lamentato forti emicranie morirà tra le sue braccia.
Da questo momento Betty verrà attaccata e accusata dell'omicidio di Bruce da giornalisti e fan dell'attore. Proprio questi ultimi la aggrediscono in un bar dove riuscirà a stento a salvarsi grazie all'intervento del barista, al quale racconterà quanto sa sulla morte di Bruce.

## Distribuzione
Il film è stato distribuito dalla Shaw Brothers nelle sale di Hong Kong il 9 gennaio 1976, con il titolo  Li Xiǎolóng yǔ wǒ, accreditato anche come Bruce Lee and I che in italiano significa Bruce Lee ed io. È conosciuto anche con i titoli Bruce Lee: His Last Days, His Last Nights (Bruce Lee: i suoi ultimi giorni, le sue ultime notti) e I Love You, Bruce Lee (Ti amo, Bruce Lee).

## Differenze con la realtà
Secondo gli amici di Bruce Lee e gli stessi tecnici che lavoravano al film, molti eventi che vengono mostrati non sono mai accaduti, ad eccezione del fatto che Bruce morì a casa di Betty e che probabilmente erano amanti. Ella non ha mai ammesso di aver mentito, ma gli eventi da lei narrati vengono contraddetti dal calendario delle riprese che Lee aveva in quel tempo. Betty era in realtà nota alla stampa scandalistica di Hong Kong per i suoi eccessi mondani e frequentazioni con uomini delle triadi. In alcuni eventi raccontati nel film Bruce Lee non si trovava nemmeno ad Hong Kong negli orari indicati.